# Курунзулай
Курунзула́й (рос. Курунзулай) — село у складі Борзинського району Забайкальського краю, Росія. Адміністративний центр Курунзулайського сільського поселення.

## Населення
Населення — 341 особа (2010; 494 у 2002).
Національний склад (станом на 2002 рік):
- росіяни — 100 %